# Abadon (roman)
Abadon, s podnaslovom Bajka za starce, je antiutopični satirični roman Nejaza Nemcigrena (anagram Janeza Mencingerja). Prvič je bil objavljen leta 1893 v Ljubljanskem zvonu, kjer je izhajal periodično skozi celoten letnik.
Gre za roman, v katerem Samorad Veselin sklene pogodbo z zlim duhom Abadonom. Abadon mu skozi prizmo prostora in časa prikazuje stanje človeštva v sedanjosti in prihodnosti. Delo je polno esejističnih vložkov, ki Mencingerju omogočajo spoprijemanje z znanostjo in napredkom 19. stoletja; razpoka med tradicionalno urejenostjo sveta in posameznikovim subjektivnim dojemanjem sveta namreč v tem stoletju postaja vse večja. Na satiričen način obravnava takratni slovenski strankarski dualizem, polemizira z notranjo etiko in tehnizacijo (evropskega) človeka, izvirno pa se loti tudi prikaza antiutopične države 24. stoletja, v kateri je ideja totalitarizma pripeljana do negativnega vrhunca. 

## Vsebina

### Obnova
Samorad Veselin je študent bogatih staršev iz Kraljevca ob Sotli. Zaljubi se v Cvetano, bogato sosedo, s katero se sklenita poročiti. Mesec dni pred poroko zaljubljenca postaneta žrtvi cigana in njegove matere, saj slednja s spletko poskusita razdreti ljubezen. Samorad, ki je prepričan, da se bo Cvetana poročila z drugim, se v samomorilskem nagnjenju zažene v savske vrtince, a ga nezavestnega rešijo. Na tem mestu se pričnejo njegove vročinske blodnje. 
V blodnjah ga iz savskih valov reši starec, ki se kmalu predstavi kot Abadon, »zli duh laži in prevare, licemerstva in krivice – sploh vodilni genij [...] dobe!« Samorad iz hvaležnosti in nade, da bo z njegovo pomočjo zopet pridobil Cvetano, z Abadonom sklene pogodbo. Odreče se štirim uram spanca na dan, prepovedan mu je vsak stik z vodo, na vrat dobi neviden obroč, v zameno pa mu Abadon služi z vsemi nadnaravnimi močmi, ki so mu na voljo. 
S sklenitvijo pogodbe se za Samorada prične poučno popotovanje po prostoru in času, v katerem spoznava, kako vsaka uporaba Abadonove pomoči nekomu prizadene zlo, kako bo izgledala prihodnost Evrope in slovenskega naroda in kakšni so medosebni odnosi med ljudmi. Samorad se najprej vrne domov, kjer zve za smrt svoje matere, ki jo je zakrivil njegov poskus samomora, nato je po Samoradovi krivdi Cvetana obtožena umora svojega ženina. V nemoči Samorad z Abadonom na zrakoplovu zapusti Dolenjsko in potuje po Evropi, kjer v Parizu spoznava skopušne kapitaliste. Abadon mu nato pokaže podobo prihodnosti, kjer v 24. stoletju Evropi vladajo utilitaristični Azijci, priča je izumrtju Slovencev. Po vrnitvi v svoj čas se znajde v Ameriki, kjer po njegovi in Abadonovi krivdi Cvetana napravi samomor. Samorad se odpove Abadonovi pomoči, obubožan se znajde v Chicagu. V gostilno »Pri poštenem Kranjcu«, kamor se zateče, vstopi oseba, ki je Samoradova vest, in ga nagovarja, naj zapusti Abadona. V gostilni se zaneti požar, Samoradova vest se združi z njegovim telesom, v tistem pa vodni curek iz gasilne cevi Samorada osvobodi Abadonove oblasti. 
Na koncu romana bralec izve, da so bili vsi dogodki Samoradove blodnje. Prebudi se iz vročice, ob njem so zdravnik, Cvetana, mati in sošolec Živko Tratilek. Povedo mu, da je imel nerazumljive blodnje, ki so jih zapisovali, hkrati pa so poprosili knjigobrska Nemcigrena, naj iz Samoradove knjižnice izloči vse neprimerne knjige, »sploh vse mnogovrstne izrodke kipečih možganov in negodnega slavohlepja našega nervoznega veka«.

### Antiutopična država 24. stoletja
Ko Samorad prepusti svoje telo Abadonu, se skupaj s služabnikom Plahtaličem prestavi v 24. stoletje. V tem obdobju so Evropo zavzeli Azijci in jo spremenili v svojo kolonijo. V novi Evropi vlada totalitarizem, ki je predstavljen deziluzorično. Država je ljudem odvzela sleherno obliko svobode, oblast se razširja nad vse sfere (privatnega) življenja. Ljudje so že od rojstva naprej razdeljeni glede na vloge, ki jih bodo v življenju pridobili. Vsako rojstvo otroka je vnaprej določeno, za starše se izbere le najzaslužnejše ljudi, ki imajo pravico živeti v partnerski zvezi, dokler jih nekega dne oblast ne umori. Otroke takoj ločijo glede na spol, deklice vzgajajo za materinstvo in delo v skrbniških ustanovah, dečke pa usmerjajo v specializirane oblike dela, ki jih bodo kasneje v življenju opravljali. Kmalu jim na glavo postavijo maske (maske so različnih barv, glede na hierarhijo bodočega delavca), ki onemogočijo ločevanje ljudi med seboj. Ko zaključijo šolanje, jih država porazdeli po delovnih območjih, kjer v nekakšnih tovarnah-deloviščih proizvajajo sredstva, potrebna za obstoj države. Vseskozi jim je onemogočeno medsebojno sporazumevanje, ljudje živijo v izolaciji, država pa jim zapoveduje brezpogojno poslušnost. Vsakršen dvom o nesmrtnosti njihove vodje (na čelu države je nesmrtni vladar) in svobodno razmišljanje sta strogo prepovedana pod grožnjo smrtne kazni. Država je v ta namen razvila »stol očite spovedi«, stol, na katerem obtožencu ni moč govoriti ničesar drugega kakor resnice. S pomočjo stola že v kali zatrejo vsako iskro svobodnega mišljenja, zato je država notranje homogena. 
Država 24. stoletja je antipod države 19. stoletja. Plahtalič takšno državo utemeljuje kot posledico družbenih zahtev 19. stoletja, ko je posameznik zase zahteval neomejeno svobodo in pravico, za državo pa neomejeno dolžnost. Ker je oboje nezdružljivo, je država obdržala le dolžnost do ljudi, svobodo in pravico pa v ta namen žrtvovala.

### Izumrtje Slovencev
V 24. stoletju Samorad Veselin in Plahtalič spoznata zadnjega Slovenca – Slovogoja. Slovogoj je bil verjetno rojen v 22. stoletju. Bil je slovenist, napisal veliko razprav in tudi dovršil slovnico 22. stoletja, po kateri naj bi se bralec naučil pravilne slovenščine. Ker pa so bili takrat Slovenci že popolnoma razdeljeni na dva tabora (klerikalce in liberalce), niso sprejeli njegovega črkopisa, saj so v vsakem taboru ustvarili svojega, kar je pripeljalo do nove »abecedne vojne«, zaradi česar so nemški oblastniki slovenščino prepovedali. Tako je vse manj ljudi govorilo slovensko, kmalu pa so Evropo zavzeli Azijati in dokončno izkoreninili Slovence. Ubežala sta jim le Slovogoj in njegov prijatelj, kemik Rudovar. Skrila sta se med skalovje Bogatina, kjer sta odkrila rožo mogôto, ki ohranja večno mladost. Z uživanjem rože sta preživela vse do 24. stoletja, ko se je Rudovar odpravil med Azijate. Ko se je vrnil, je izdal in umoril Slovogoja (na vrhu Triglava), sam pa je bil obsojen na smrt, ker je dvomil o neumrljivosti vladarja totalitarne države. S tem sta umrla zadnja Slovenca in z njima slovenski jezik.

## Osebe

### Samorad Veselin
Je študent kemije, rojen v premožni družini. V svojih blodnjah ob poizkusu samomora sklene pogodbo z Abadonom, ki je, tako kot večina dogajanja v romanu, plod njegove domišljije. 
Mati ga v mladosti vzgaja po krščanski morali, a kasneje na vseučilišču njegovo mišljenje prevzame takratna moderna znanost nihilizma in pesimizma, ki mu vzbudi dvom o tradicionalni urejenosti sveta. S prebiranjem sodobne literature se kot dijak oddalji od svojih doma privzetih etičnih načel in jih zamenja s tujimi vzorci mišljenja. Postane glasnik novih družboslovnih tendenc 19. stoletja, ki odklanjajo vero v znanstveni pozitivizem. Samorad je izobražen, umen človek, vendar v nekaterih dejanjih prenagljen. 
S poimenovanjem (Samorad Veselin) ga avtor okarakterizira kot človeka, ki se rad veseli, za ostalo pa mu ni mar.

### Abadon
Abadon je zli duh iz krščanske religije. Je gospodar kobilic, ki naj bi po Razodetju (9: 1-11) prišle in mučile človeški rod. V romanu se predstavi kot »'Abbadon' [,] grški 'Apollyon' (latinski: 'Exterminans', slovenski: 'Gonôba'[,] zli duh laži in prevare, licemerstva in krivice – sploh vodilni genij [...] dobe!« Ima mnogo nadnaravnih moči, s katerimi služi grešnikom, ki so se mu pripravljeni pridružiti. V Mencingerjevem delu vodi in zavaja Samorada, da le-ta obupa nad slabimi medčloveškimi, političnimi in duhovnimi razmerami v kapitalističnem, etično šibkem svetu. 
Abadon je vez med Samoradovim mladostniškim idealizmom in stvarnimi razmerami v svetu, ki pa so precej oddaljene od njegovih pričakovanj.

## O delu

### O nastanku
Na osnovi Mencingerjevih žepnih koledarčkov, ki jih je pisal v letih 1881–93, je razvidno, da se zapisi o snovanju Abadona prvič pojavijo 7. maja 1886. V tem zaznamku, ki je sicer namenjen nikoli dokončanemu delu Jara gospoda, je zapisano ime kasnejše naslovne osebe – Abadon. Šele pet let kasneje, 23. februarja 1891, je moč prebrati konkretnejše potrdilo o zasnovi romana, saj se v zaznamku zdaj pojavi Abadon kot naslov literarnega dela (»Za 'Abadon'«). 
Poleg beležk avtorja so na voljo tudi pričevanja Antona Funtka, ki je od leta 1891 urejal Ljubljanski zvon. Funtek trdi, da je Mencingerja »drezal«, naj za revijo kaj napiše. Tako mu je Mencinger začel pošiljati rokopis Abadona, ki je bil »skrbno spisan in korenito opiljen, v odstavkih za vsak mesec posebe[j], in sicer vselej takoj v prvih dneh; vsak mesečni prispevek je bil tudi v tistem mesecu natisnjen.«
Mencinger se je za pisanje romana temeljito pripravil. Ohranjen je skoraj celotni koncept, sam pa je prvotni zapis prepisal, ga popravil in šele tretji rokopis posameznega poglavja odposlal na uredništvo Ljubljanskega zvona. Tretji rokopis se je zato lahko močno razlikoval od prvega. Prvo poglavje je bilo odposlano 9. novembra 1892, preostala pa je nato pošiljal redno; vedno v začetku naslednjega meseca.
Ker Mencinger ni bil popolnoma zadovoljen s končno podobo romana, je leta 1898 Slovenski matici ponudil novo verzijo Abadona, »temeljito predrugačenega in z drugo tendenco, ki bi sicer tudi šibala politične napake, toda takšne, ki ne morejo žaliti nikogar.« Zaradi zahtevnosti pisanja je Mencinger želel vnaprejšnje zagotovilo, da bo delo izdano, vendar so novo verzijo na Slovenski matici zavrnili.

### Objave
Abadon je bil prvič objavljen leta 1893 v Ljubljanskem zvonu, kjer je izhajal periodično skozi celo leto. Poleg prve, revialne izdaje je bilo delo natisnjeno še petkrat, dvakrat samostojno in trikrat v okviru (i)zbranih del Janeza Mencingerja.

#### Kronološki pregled objav
- 1893: Ljubljanski zvon, 1893, letnik 13. Št. 1–12.
- 1927: Janez Mencinger: Izbrani spisi IV [ur. Josip Tominšek]. Ljubljana: Matica slovenska, 1927.
- 1962: Janez Mencinger: Zbrano delo II [ur. Janez Logar]. Ljubljana: DZS, 1962.
- 1980: Janez Mencinger: Abadon. Maribor: Založba Obzorja, 1980.
- 1986: Janez Mencinger: Abadon. Ljubljana: Mladinska knjiga, 1986.
- 2002: Janez Mencinger: Janez Mencinger [ur. Iztok Ilich]. Ljubljana: DZS, 2002.

## Interpretacije

### Abadon kot družbenokritični roman
Osrednja tema Mencingerjevega Abadona je vsekakor družbenokritična razčlemba avtorjevega časa in bodočnosti, h kateri naj bi ta čas vodil. Stanko Bunc piše, da je »ta utopijski pogled v bodočnost [...] žgoča kritika modernega pesimističnega in materialističnega naziranja, obsodba javnih razmer v tedanji Evropi, posebno pa na Slovenskem.«
V Abadonu Mencinger na eni strani satirično prikaže težave kapitalizma (materializma), ki je v 19. stoletju že v vzponu, ne prizanaša pa niti klerikalizmu, saj slednji ostaja v svojem slonokoščenem stolpu idealizma in ne zna sprejeti novih družbenih razmer, ki vzniknejo skupaj z vzponom meščanstva. Avtor obe smeri (materializem in idealizem) združi v lastnem pogledu; kot edini pravi odgovor na izziv časa predlaga srednjo pot »katoliškega liberalstva«.
Poleg kritike svetovnih humanističnih tokov je v romanu kritično prikazana tudi razdvojenost slovenskega političnega strankarstva. Skozi Abadonove besede Mencinger Slovencem očita strankarski dualizem, ki v boju za strankarsko prevlado zanemarja narod.

#### Strankarski dualizem
V 19. stoletju sta se v slovenskem kulturno-političnem prostoru izoblikovali dve narodni stranki, liberalna in klerikalna. Svojo pozicijo in primat v prostoru si vseskozi želita pridobiti na račun druge stranke, takšen dualizem pa je povod Mencingerjeve kritike. Trdi namreč, da je spor med strankama nevaren za obstoj slovenskega naroda, saj stranki, namesto da bi se s skupnimi močmi borili za pravice slovenskega naroda v takratni Avstro-Ogrski državi, usmerjata vse svoje moči ena proti drugi. 
To nasprotovanje med liberalci in klerikalci v prihodnosti, kot jo Samoradu razprostre Abadon, poseže tako globoko v življenje pripadnikov posamezne stranke, da prekine vse zveze med nasprotniki – tudi v gospodarstvu; med seboj ne sodelujejo več, zato je gospodarstvo lahek plen tujcev, katerim zdaj politično razdeljeni Slovenci ustvarjajo dobiček. Spor med obema slovenskima strankama  postane tako zaostren, da se zavzemanje za narod postavi v ozadje, čeprav naj bi obe stranki na prvem mestu izhajali prav iz skrbi zanj.
Mencinger vseskozi zahteva in pričakuje, da bosta stranki v primeru zunanje grožnje (tj. grožnja vdora tujstva) nastopili združeno, da bo torej ideja naroda nad ostalimi ideološkimi načeli, a razočarano spozna nasprotno. Strankarski dualizem v slovenskem prostoru je nad idejo naroda in ga v tem smislu prerašča. Zavračanje nasprotne stranke v vseh sferah življenja je nujno, je imperativ, ki presega narodno zavest. Narod se torej ob strankarskih razprtijah postavi v ozadje, v najboljšem primeru postane predmet politične manipulacije.

#### Med materializmom in idealizmom
Mencinger največ prostora odmeri odnosu med materializmom in konzervativnim idealizmom. Kmecl zapiše, da je v Abadonu »temeljno vprašanje, okrog katerega se vse suče, razmerje med materializmom (premoženje, kapital) in idealizmom (znanje, omika, morala)«.
Mencinger v družbi 19. stoletja, ki je stoletje vzpona meščanstva, zaznava vse več oportunizma; v tem času se iz kramarjev in velikih kmetov izoblikujejo veletrgovci in veleposestniki, ki svojo premoženjsko stanje kopičijo na račun manjših, že tako ekistenčno ogroženih ljudi. Tak goli materializem, ki presega etično držo do sočloveka, Mencinger odločno zavrača, zaveda pa se, da je meščanstvo s kapitalistično razširitvijo prineslo osebno svobodo ljudi, meščan je namreč osvobojen fevdalnega razmerja.
Na drugi strani je Mencingerja motila praksa katolištva v 19. stoletju, vse preveč se je Cerkev osredotočala  na zunanjo pobožnost, saj ji je bilo pomembno le formalno izpolnjevanje tradicionalnih obredov. Napredek klerikalcev ni zanimal, ohranjali so status quo, ki jim je zagotavljal duhovni primat nad verniki, in prav takšen navidezen idealizem je predmet kritike v Abadonu (prim. npr. X. poglavje).
Osrednja opozicija kritike časa v Abadonu je torej razmerje med kapitalom in etiko, med materializmom in idealizmom, za katera Kmecl trdi, »da sta dve moči, ki [...] usodno vladata svetu[;] vsaka posebej v svoji skrajnosti sta človeku škodljivi, koristna je le njuna skladna združitev.« Takšno združitev zagovarja Mencinger, saj le napredek skupaj z ohranjanjem krščanske morale človeštvu omogoča trden in zanesljiv razvoj. Zato je Abadon »kot ideološka teza platforma 'katoliškega liberalstva'«, vsebuje namreč misel o notranjem krščanstvu, ki naj bo osnova človekovega delovanja, saj po Mencingerjevem prepričanju le z notranjo etično držo omogočimo razvoj, ki bo sprejemljiv za vse ljudi. Torej je kritiki v Abadonu dodan tudi odgovor, predlagana je namreč srednja pot med obema skrajnostma, ki se izrazi v etično odgovornem razvoju.

### Samorad Veselin kot znanstveni Don Kihot
Samorada Veselina je z Cervantesovim Don Kihotom prvi povezal literarni zgodovinar Ivan Grafenauer, prav tako sta tezo zagovarjala Jože Pogačnik in Anton Slodnjak. Mencinger na povezavo sicer namigne sam, ko v 12. poglavju svojega rokopisa ob Samoradu pripiše zaznamek »Znanstveni Don Quichote (Quijote)!«.  
Tako v Abadonu kot v Don Kihotu se pojavi prizor »čiščenja« knjižnice protagonista. V šestem, literarnokritičnem poglavju španskega romana župnik in brivec iz Don Kihotove knjižnice izločata in mečeta na grmado vse knjige, v katerih se nahaja vsebina, ki bi lahko negativno vplivala na lastnikovo zdravje. Podobno se godi v sklepnem poglavju Abadona, kjer dr. Kres poprosi Nejaza Nemcigrena, da iz Samoradove knjižnice odstrani vse knjige, ki so bile povod njegovih blodenj. Podobnost je očitna, saj gre v prvem primeru za odstranjevanje srednjeveških viteških romanov, zaradi katerih se Don Kihot odpravi na brezupno pot reševanja sveta, v drugem primeru pa se na podobno, tokrat miselno pot odpravi Samorad Veselin. Dogajanje v Abadonu se vseskozi odvija v Samoradovih blodnjah, ki pa naj bi jih po mnenju zdravnika povzročila teoretska, znanstvena obravnava 19. stoletja, teorija pesimizma in nihilizma, teorija o napredku, ki pa se je v realnosti že izkazovala problematično. Medtem, ko je Don Kihot črpal iz leposlovja, je Veselin svoj odnos do duhovnozgodovinskega stanja sveta pridobival iz teoretske literature. V tem pogledu je Veselin nadgradnja Don Kihota, je »znanstveni Don Kihot«. 
Na drugo podobnost med Abadonom in Don Kihotom je opozoril Anton Slodnjak. Gre za podobnost v zasnovi, saj se v obeh romanih kot začetek, gonilo dogajanja izkaže blodnja, vročica, norost. Na koncu Cervantesovega romana Don Kihota vročica za šest dni prikleni na posteljo in ko se iz nje prebudi, ugotovi, da ni več Don Kihot, temveč Alonso Kihano, vse svoje prejšnje početje pa označuje za norost in blaznost. Podobno na drugi strani Samorad Veselin v zadnjem, dvanajstem poglavju spozna, da je bil ves njegov stik z Abadonom le blodnja. Ob tej primerjavi Pogačnik ugotavlja, da so blodnje teh dveh junakov »subjektivno [...] zares preživete v vročičnem snu, ki pa je – na neki drugi ravni – prostor razodetja biti.«

### Abadon in Schopenhauer
V četrtem poglavju romana Samorad Veselin izreče ugotovitev, da so »Abadonovi nazori [...] nekamo podobni Schopenhauerjevi filozofiji.« Abadonu ugaja njegova filozofija, saj naj bi med intelektualci širila pesimizem o večnem človeškem trpljenju, ki ga ni mogoče odpraviti. 
Mencinger je Schopenhauerjevo filozofijo preko Abadona označil za filozofijo pesimizma, ki škoduje človeštvu. Vendar pa je vprašljivo, ali je Mencinger njegove nazore v resnici poznal, saj se Schopenhauerjeva metafizika čutnosti ujema z Mencingerjevimi nazori o »notranjem krščanstvu«. Obema je namreč lastno prepričanje, da zgodovinski napredek ne prinaša izboljšanja razmer, da torej tehnizacija ni razlog za zgodovinskorazvojni optimizem. Tako Schopenhauer kot Mencinger se namesto k napredku obračata v človeško notranjost, ki naj bo izvor etične drže vsakega posameznika. Schopenhauer torej zagovarja etiko sočutnosti, Mencinger pa govori o notranjem krščanstvu, ki se kaže v ponotranjanju etičnih vrednot, te pa naj izboljšajo medčloveške odnose. Mencinger in Schopenhauer oba izrečeta nezaupnico zgodovini. V nasprotju s Heglovim zgodovinskim umom, ki naj bi potoval k samemu sebi in se tako osvobajal (s tem Hegel prelaga izboljšanje celotnega človeštva v nekakšno obljubljeno srečno prihodnost), se njuna misel usmerja k etiki za življenje, k tukaj in zdaj, ki naj bo temelj medčloveških odnosov. 
Ko torej Mencinger zavrača Schopenhauerjevo pesimistično držo, spregleda, da oba vidita rešitev slabih človeških odnosov v odvračanju egoizma in zavzemanju trde, ponotranjene etične drže. To dejstvo govori v prid tezi, da Mencinger ni bil popolnoma seznanjen s Schopenhauerjevo filozofijo. 
O primerjavi Abadona in Schopenhauerjeve misli je v slovenskem prostoru pisala Cvetka Tóth.